# Charlotte Court House
La ville américaine de Charlotte Court House est le siège du comté de Charlotte, dans l’État de Virginie. Lors du recensement de 2000, sa population s’élevait à 404 habitants.

## Source
- (en) Cet article est partiellement ou en totalité issu de l’article de Wikipédia en anglais intitulé « Charlotte Court House, Virginia » (voir la liste des auteurs).